# Gluteoplastía

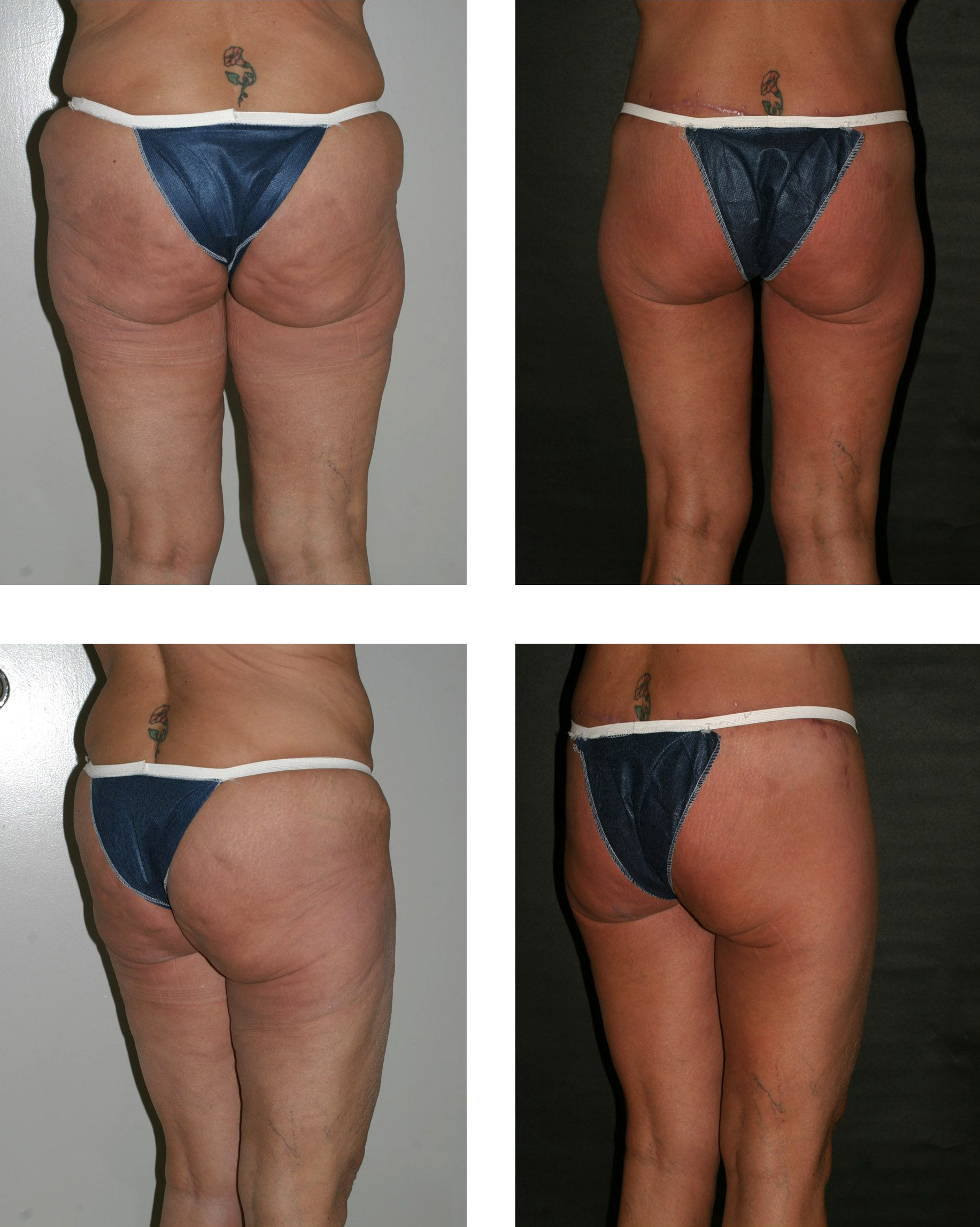
Gluteoplastía: el preoperatorio, espalda y aspecto del oblicuo derecho (izquierda), y los aspectos post-operatorios (derecha), de un procedimiento combinado de aumento de glúteos y el contorno del muslo.

Gluteoplastía ("gloutόs" del griego grupa + plassein, "para dar forma a") denota la cirugía plástica y los procedimientos de lipoescultura para la corrección de los defectos congénitos y deformidades de los glúteos y la anatomía de la región glútea; y para la mejora estética (por aumento o por disminución) del contorno de los glúteos.
Los procedimientos correctivos para el aumento de glúteos y la reparación de glúteos incluyen la colocación quirúrgica de un implante de glúteos (prótesis de glúteos); lipoescultura (transferencia de grasa y la liposucción); y el contorno del cuerpo (cirugía y lipoescultura) para resolver un defecto particular del paciente o deformidad de la región glútea. Por otra parte, en la praxis de la cirugía de reasignación sexual, el aumento de prótesis y lipoescultura de los glúteos se puede realizar en transexuales y transgéneros mujeres para mejorar la curvatura anatómica de la región glútea con el fin de establecer las nalgas marcadamente femenino y caderas que se proyectan más (a la parte posterior y hacia el lado) que las caderas masculinas.

## Trasfondo

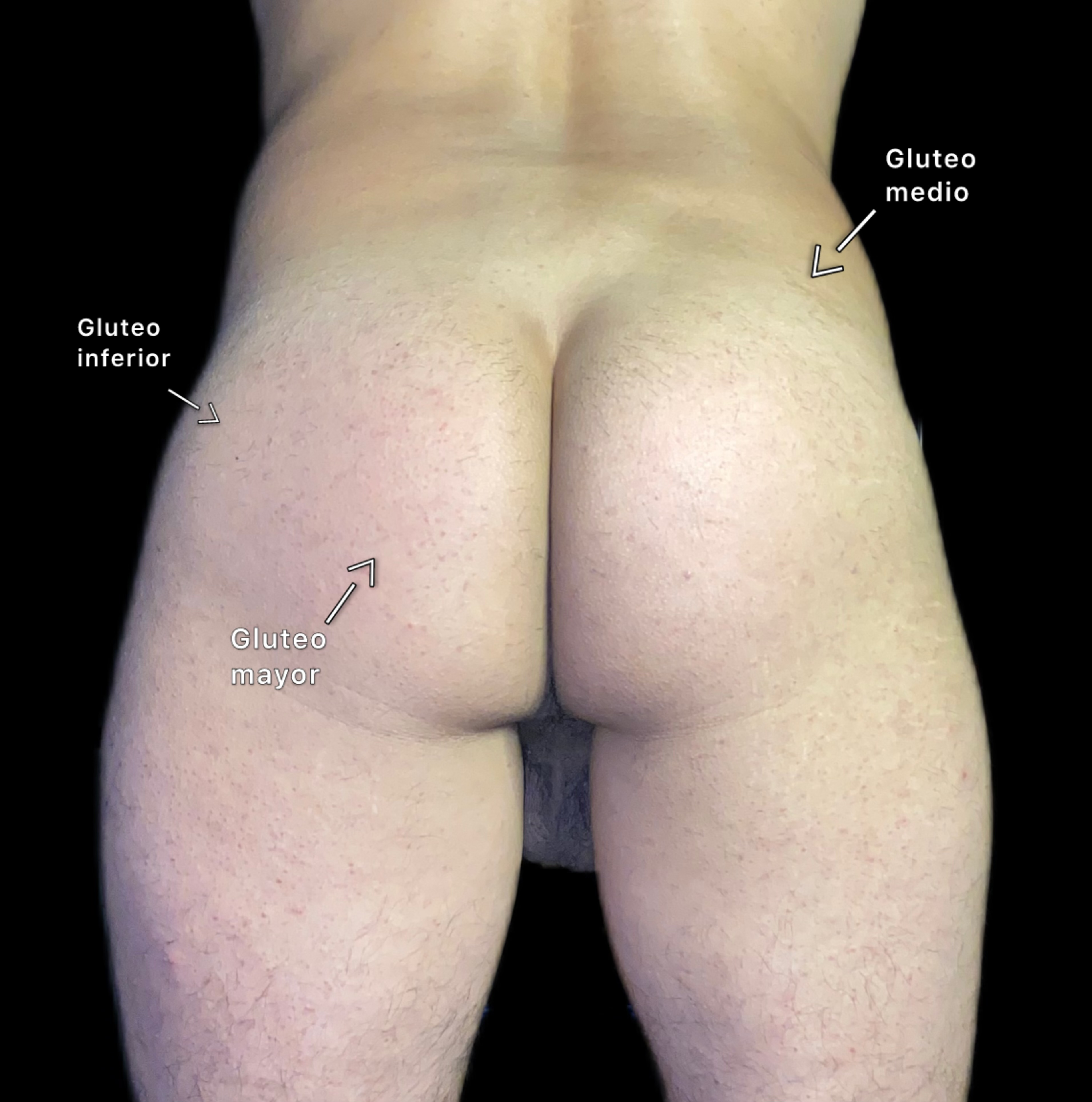
División de los glúteos, vista superficial

El propósito funcional de la musculatura de los glúteos es establecer una marcha estable (equilibrada a pie) para el hombre o mujer que requiere la corrección quirúrgica de ya sea por un defecto o una deformidad de la región glútea; Por lo tanto, la restauración de la funcionalidad anatómica es la consideración terapéutica que determina qué procedimiento de gluteoplastia corregirá eficazmente los músculos dañados de los glúteos. Las técnicas aplicables para la corrección quirúrgica y la grasa de transferencia incluyen la colocación quirúrgica de implantes alopáticos glúteos; solapas de tejidos autólogos; la escisión (corte y retiro) de los tejidos dañados; aumento de lipoinyección; y la reducción de la liposucción - para resolver el defecto o deformidad causada por una lesión traumática (contundente, penetrante, explosión) a los músculos de los glúteos (glúteo mayor, glúteo medio, glúteo menor), y cualquier deformación del contorno anatómico de las nalgas. Del mismo modo, las técnicas correctivas se aplican a la resolución de la flacidez de la piel del cuerpo, y las deformidades musculares y óseas presentados por el paciente antes obesos, después de una pérdida masiva de peso (MWL) procedimiento de cirugía bariátrica; y para la resolución de defectos congénitos y deformidades congénitas de la región glútea.

## Anatomía quirúrgica de los glúteos

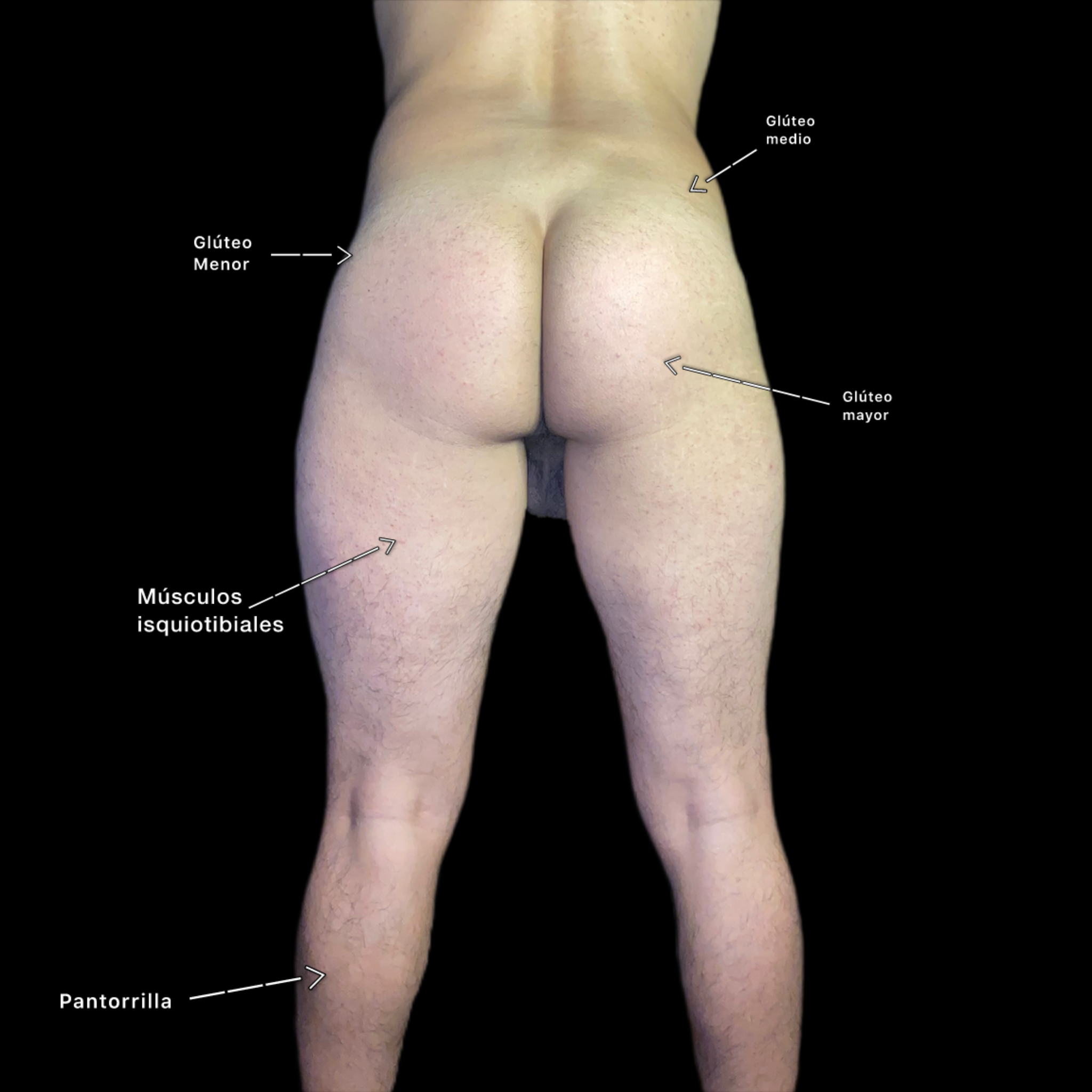
Musculatura inferior

Anatómicamente, la masa de cada nalga comprende principalmente dos (2) los músculos - el músculo glúteo mayor y el músculo glúteo medio - que están cubiertos por una capa de grasa en el cuerpo adiposo. Los aspectos superiores del extremo trasero de la cresta ilíaca (los bordes superiores de las alas del ilion, y los márgenes laterales superiores de los mayores pelvis), y los aspectos inferiores de la final nalgas en el pliegue glúteo horizontal, donde la anatomía de los glúteos se une a la parte trasera y superior de los muslos. 
Orígenes e inserciones musculares

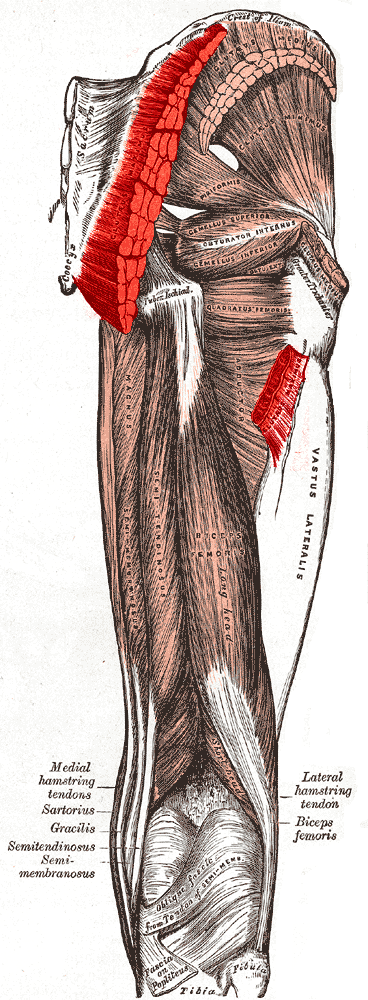
Gluteoplastía: la anatomía quirúrgica del músculo glúteo mayor se considera para una cirugía de glúteos elevadora.

El músculo glúteo mayor tiene dos (2) puntos de inserción: (i) un tercio (1/3) de las porciones superiores de la (línea gruesa) línea áspera del hueso del muslo (fémur), y (ii) la parte superior, del tracto iliotibial (un largo refuerzo fibroso de la fascia lata profunda del muslo). El los músculos glúteo mayor derecho e izquierdo se dividen verticalmente por la hendidura interglúteo que contiene el ano.

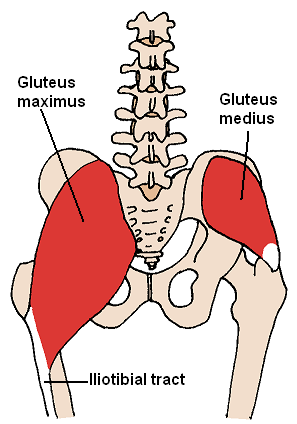
Gluteoplastía: las localizaciones anatómicas relativas de los músculos glúteos, considerados para aumento de glúteos.

El músculo glúteo mayor es un músculo grande y muy grueso (6-7 cm), ubicado en el sacro, que es el hueso grande, triangular situado en la base de la columna vertebral, y en el parte superior y trasera de la pelvis, donde se inserta (como una cuña) entre los dos huesos de la cadera. La parte superior del sacro está conectado a la vértebra lumbar final (L5), y a la parte inferior del coxis (cóccix). En su origen, el músculo glúteo mayor se extiende para incluir partes del hueso ilíaco, el sacro, el cóccix, el ligamento sacrociático y la tuberosidad isquiática.
Al igual que todos los músculos de la pelvis de la zona, el músculo glúteo mayor se origina en la pelvis; sin embargo, es el único músculo pélvico no insertada al trocánter (cabeza del fémur), y está aproximadamente alineado con el fémur y la fascia lata (la fascia profunda del muslo); los tejidos de la cubierta de músculo glúteo mayor solamente la parte trasera, la cara lateral del trocánter, y no formar una bursa (cartera) que enfrenta el interior del muslo.
Inervación
La inervación motora del músculo glúteo mayor se lleva a cabo por el nervio glúteo inferior (un nervio de la rama del plexo sacro) y se extiende desde la pelvis hasta la región glútea, a continuación, atraviesa el agujero ciático mayores (de apertura) por detrás y a la mitad, luego de unirse al nervio ciático. El nervio glúteo inferior se divide en tres (3) ramas colaterales: (i) la rama del glúteo, (ii) la rama perineal, y (iii) la rama femoral. La primera ramificación - la rama del glúteo - es un nervio de la rama que está muy cerca de la salida del nervio glúteo inferior a la zona, al lado del borde inferior del músculo piramidal. 
Como surge, el nervio glúteo inferior y luego se divide en cuatro (4) o más fibras (bandas de fibras nerviosas) que viajan (en una configuración de pata de gallo) entre el músculo glúteo mayor y su (delantero) fascia anterior; las bandas nerviosas más gruesas son la mayoría de las fibras superiores e inferiores. Las fibras superiors corren casi en forma vertical, cerca del sacro, e inervan la parte superior del músculo glúteo; el filete inferior, tiene el mayor calibre, se desplaza muy cerca y paralelamente al ligamento sacrotuberoso; la fibra inferior ofrece un calibre fino de ramificaciones nerviosas que inervan el músculo glúteo medio de su cara anterior (frontal).
- En la praxis quirúrgica y el contorno del cuerpo, el cirujano plástico crea el bolsillo del implante - ya sea para la prótesis glútea o de las inyecciones de grasa autóloga - al socavar el músculo glúteo mayor con una técnica de disección que evita el sacro, el ligamento sacrotuberoso y el tuberosidad isquiática; que, si se corta accidentalmente, podría aislar la parte posterior (espalda) del músculo y dar lugar a la denervación, la pérdida de la función nerviosa y de la inervación.[2]

Vascularización
La arteria glútea superior, la arteria glútea inferior, las venas de los glúteos superiores, y las venas de los glúteos inferiores irrigan el músculo glúteo mayor con sangre arterial y venosa. La vascularización, la entrada de los vasos sanguíneos a los tejidos musculares, se produce en la cara anterior (frontal) del músculo, muy cerca del sacro. A medida que las arterias y las venas entran en la masa del músculo glúteo, se dividen en ramificaciones estrechamiento de los vasos sanguíneos (configuradas como las ramas horizontales de un árbol), la mayoría de los cuales viajan en paralelo a las fibras musculares.
- En la praxis quirúrgica y del contorno del cuerpo, el cirujano plástico debilita el bolsillo del músculo glúteo mayor, separando cuidadosamente las fibras musculares para evitar la ruptura de los vasos sanguíneos pertinentes, que podrían interferir con la irrigación sanguínea del tejido muscular. Por lo tanto, para crear un bolsillo del implante, ya sea para una prótesis glútea o lipoinyección, una disección muscular debajo del ángulo se realiza con el fin de evitar el riesgo de la ruptura de cualquier rama importante - superior o inferior - de la arteria glútea, que viaja muy cerca del sacro y al ligamento sacrotuberoso.[2]

## Procedimientos quirúrgicos
El tratamiento médico
La resolución de los defectos y deformidades de los músculos de la región glútea (las nalgas y los muslos) del cuerpo humano no se puede realizar con un tratamiento médico; así, por ejemplo, un tratamiento con crema para la disminución de la celulitis es ineficaz para corregir los defectos físicos correspondientes, respectivamente, presentados por el paciente.
Terapia quirúrgica
La resolución de los defectos y deformidades de la región glútea se puede realizar quirúrgicamente; sin embargo, según la evaluación del grado de gravedad de la lesión se organizan terapias de tratamiento de tres tipos: aumento de glúteos, reducción de las glúteos y los tratamientos de contorno de irregularidad que combinan la cirugía y la lipoescultura (eliminación de grasa e inyección de grasa).
Tratamientos de aumento con implantes de glúteos
El aumento de las nalgas se realiza con un implante de glúteos, que se emplaza en cada músculo glúteo mayor; la inserción de la prótesis de glúteos es a través de una incisión en la línea media (5-8 cm de ancho) sobre el coxis (cóccix). El aumento con un implante de glúteos es el método más eficaz para la ampliación de las nalgas del hombre o de la mujer cuyo cuerpo posee pocas tiendas de exceso de grasa adiposa en la parte inferior del tronco, las nalgas y los muslos, las regiones anatómicas donde el cuerpo humano normalmente almacena el exceso de grasa corporal. Después de la operación, debido a la corte (incisión) en la carne de los músculos cóccix, la curación completa de los tejidos puede ser aumentada aproximadamente 6-8 meses, en el curso de la cual los tejidos glúteo-musculares se relajan, las nalgas y las prótesis son asentados integrado a la región glútea. El procedimiento de implantación se puede realizar en un paciente que está bien sedado o anestesiado, ya sea bajo anestesia general o bajo anestesia local. El tiempo de la operación habitual es de aproximadamente 2 horas; y el procedimiento médico puede ser administrado ya sea como un tratamiento durante la noche, o como un tratamiento ambulatorio de un hospital. Dada la naturaleza de las incisiones quirúrgicas a los músculos glúteo mayor, el manejo terapéutico de dolor post-quirúrgico (en los sitios de la herida quirúrgica) y la curación del tejido por lo general requieren de 4-6-semanas de convalecencia, después de lo cual, los pacientes pueden regresar a sus actividades cotidianas.
Lipoinyección

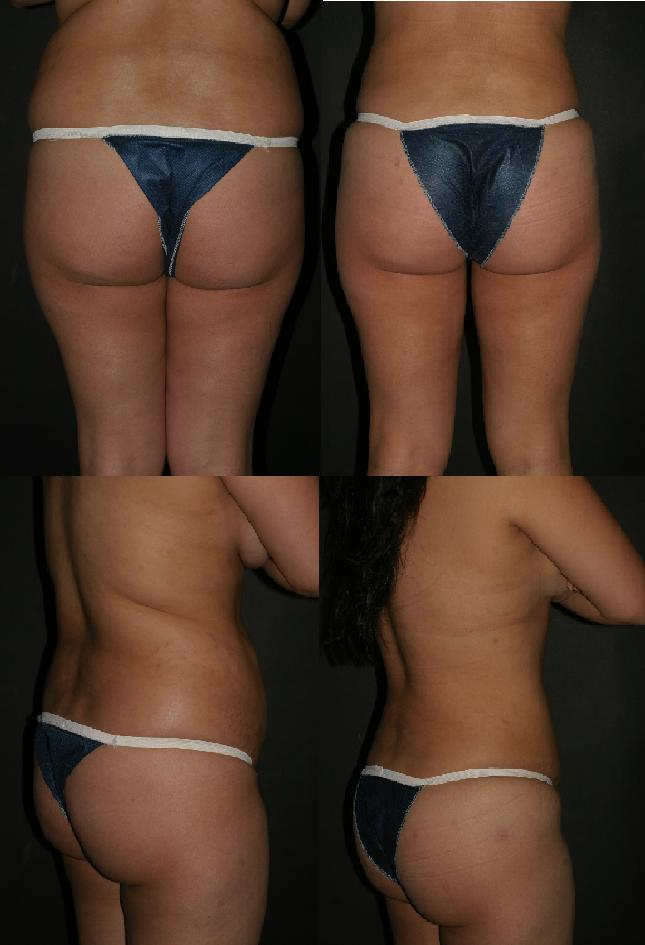
El contorno del cuerpo: los aspectos posteriores preoperatoria y derecha-oblicuas (izquierda), y los aspectos post-operatorias (derecha) de un levantamiento de glúteos y una reducción de la tumorectomía del vientre, espalda superior, caderas, muslos interiores y el monte de Venus.

El aumento y el contorno de los glúteos con la transferencia de grasa autóloga  (lipoinyección) se realiza con el exceso de tejido adiposo de grasa cosechada en el abdomen, los flancos y muslos de la paciente. En 1987 el Dr. Eduardo Krulig, un cirujano plástico venezolano describe la técnica, usando el nombre "lipoinyección" por primera vez, mencionando las regiones del cuerpo donde la técnica es útil. [American Journal of Cosmetic Vol Cirugía 4, Número 2, abril 1987: 123-129]. La liposucción suave aplicada a la cosecha de la  grasa autóloga perturba mínimamente a los tejidos locales, especialmente la capa de tejido conectivo entre la piel y los tejidos subcutáneos musculares inmediatos. Entonces, la grasa cosechada se inyecta a la zona del cuerpo pertinente de la región glútea a través de una cánula fina insertada a través de una pequeña incisión, que produce una cicatriz corta y estrecha. La lipoinyección y el aumento con la propia grasa del cuerpo del paciente evita la posibilidad de rechazo de tejidos, y es físicamente menos invasiva que la cirugía de implantes. Por lo tanto, dependiendo de la salud del paciente, el período de convalecencia permite a él o ella, se debe reanudar actividades de la vida cotidiana en 2-días posoperatorio, y el espectro completo de la actividad física en 2 semanas después de la operación. Además, la recolección de la liposucción del exceso de grasa corporal del paciente mejora el aspecto estético de la grasa corporal de los sitios donantes. No obstante, fisiológicamente, el cuerpo humano reabsorbe (descomponer y eliminar) parte del tejido adiposo en grasa inyectada, y así podría disminuir el aumento. De acuerdo con el grado de disminución del volumen y el contorno causada por la resorción de grasa, el paciente puede requerir sesiones adicionales de transferencia de grasa para lograr el tamaño deseado, la forma y contorno de las nalgas.

## Seguimiento y convalecencia
El médico aconseja al paciente que ha sufrido una quirúrgia de glúteos con implantes de glúteos, que, aunque se pueden observar resultados inmediatos, el resultado final generalmente se observa a los 6 meses después de la operación, y en el puesto de 1 año operatorio, dependiendo de las capacidades de curación del tejido del cuerpo del paciente. El paciente lipoescultura normalmente requiere aproximadamente 6 meses, y ocasionalmente 1 año antes de ver el resultado final. Para ambos procedimientos, en aproximadamente 1 mes después de la operación, la mejora estética es notable en las zonas del cuerpo corregidos, como es la eliminación de la ganancia de peso inicial, posoperatorio causado por la retención del cuerpo del infiltrado, anestesia y fluidos. Se aconseja al paciente usar una prenda de compresión para contener la hinchazón y para inmovilizar a los tejidos corregidos, por lo que se curan como una unidad anatómica de la región glútea. Además, durante toda la convalecencia, para facilitar la contracción de la piel nueva y para resolver desnivel, arrugas en la piel, y la hinchazón localizada, lse recomienda la aplicación continua de masajes y (ocasionales) tratamientos de ultrasonido puede facilitar la disminución de las condiciones postoperatorias.

## Complicaciones
La cirugía de glúteos y lipoescultura del cuerpo humano presenta posibles complicaciones médicas tales como: las psicológicas - insatisfechas las expectativas de imagen corporal de mejora estética; la física - contorno irregular, local y general; el fisiológica - reacciones tóxicas a la anestesia y los medicamentos tumescente; y los nerviosos - parestesia, áreas localizadas de perdurable entumecimiento en la parte corregida (s) de la región glútea. Las posibles complicaciones médicas a un procedimiento de aumento de glúteos quirúrgico, el emplazamiento submuscular de un implante glúteo, incluyen la infección, dehiscencia de la herida quirúrgica que expone el implante, la cirugía de revisión, la rotura del implante, seroma (un bolsillo de líquido seroso claro), contractura capsular, la asimetría de la zona corregida, cambiado del implante, cirugía de exceso de corrección, lesión en el nervio ciático, y parestesia (hormigueo de la piel). Las posibles complicaciones médicas a un aumento de las nalgas y/o lipoescultura incluyen la resorción corporal de la parte de la grasa inyectada, contorno asimétrico de la zona del cuerpo corregido, un contorno irregular al cuerpo, seroma, absceso (pus rodeada por tejido inflamado), celulitis (subcutánea inflamación del tejido conectivo), y parestesia.